# Flemish American Football League
De Flemish American Football League (FAFL, voorheen de FFL genaamd) is een van de twee conferenties die samen de Belgian Football League uitmaken.
De deelnemende ploegen behoren tot de Vlaamse Gemeenschap. De bijhorende organisatie werd opgericht in 2003. De andere conferentie is de Ligue francophone de football américain de Belgique (LFFAB). Vanaf 2014, na de splitsing van de West Flanders Tribes in de Izegem Tribes en de Ostend Pirates en de heropstart van de Limburg Shotguns, telt de competitie 9 ploegen. De drie eerst geklasseerde teams van de FAFL kunnen hun kans wagen in de Belgian Bowl middels winst in de playoffs van de Belgian League op het seizoenseinde.

## Playoffs 2010
Tot de playoffs worden de drie eerst gerangschikte teams van de FFL en de LFFAB toegelaten.
Belgian Bowl

Gerelateerde onderwerpen: European Federation of American Football (EFAF) · American Football Bond Nederland · Tulip Bowl